# Chikuzen (provincia)

Mappa delle province giapponesi con la provincia di Chikuzen evidenziata

Chikuzen (giapponese:  筑前国; Chikuzen no kuni) fu una provincia del Giappone il cui territorio si trova nel territorio settentrionale ed occidentale dell'odierna prefettura di Fukuoka nel Kyūshū. Chikuzen confinava con le province di Buzen, Bungo, Chikugo e Hizen.
L'antica capitale provinciale si trovava a Dazaifu, ma in seguito Hakata assunse maggior importanza fino a sostituirla all'inizio del periodo Edo.